# آ رانگاپورا
آ رانگاپورا (به لاتین: A. Rangapura) یک روستا در هند است که در کارناتاکا واقع شده‌است.